# Мокров, Дмитрий Александрович
Дмитрий Александрович Мокров (2 февраля 1983 года) — российский футболист, вратарь.

## Карьера
Воспитанник волгоградского «Ротора». Карьеру начал в 16 лет в клубе «Торпедо» (Армавир). В 2001 году оказался в Молдавии, где заключил контракт с «Зимбру». В дебютном сезоне провел 11 матчей и стал бронзовым призёром Национальной дивизии. Следующие два года провёл в резерве и не провел ни одного матча. В 2005 году выступал в первом дивизионе за «Петротрест». Последней командой в профессиональной карьере была череповецкая «Шексна».

## Достижения
- Бронзовый призёр чемпионата Молдавии: 2001/02